# Magicothérapie
La magicothérapie est une thérapie visant à aider principalement des enfants ayant un handicap ou des difficultés à la suite d'une maladie ou d'un accident. Imaginée par David Copperfield dans les années 1980, cette méthode permet de travailler de manière plus ludique, mais aussi d'épanouir des patients sur divers plans,.
Cette méthode permet de rendre la rééducation tant au niveau moteur que cognitif. D'une part, sur le plan cognitif, elle permet de travailler la mémoire ainsi que la logique afin de suivre les différentes étapes dans un ordre précis. D'autre part, sur le plan moteur, elle demande que les manipulations soient réalisées correctement et amène aussi à une certaine coordination dans les gestes à réaliser. Les objectifs sur le plan cognitif et/ou moteur sont discutés avec l'équipe médicale (ergothérapeutes...).